# Pseuderianthus acuticeps
Pseuderianthus acuticeps är en insektsart som beskrevs av Marius Descamps 1975. Pseuderianthus acuticeps ingår i släktet Pseuderianthus och familjen Chorotypidae. Inga underarter finns listade i Catalogue of Life.